# Fernán Quirós
Fernán González Bernaldo de Quirós (Ciudad Autónoma de Buenos Aires, 1 de octubre de 1962) es un médico argentino especializado en fisiología respiratoria, medicina interna, informática en salud y gestión sanitaria, graduado con honores en la Universidad de Buenos Aires. 
Fue creador y jefe del Departamento de Informática en Salud del Hospital Italiano de Buenos Aires y vicedirector médico de Planeamiento Estratégico del mismo hospital. Realizó la maestría de Dirección de Gobierno y Sistemas de Salud en la Universidad Abierta de Cataluña, Barcelona, España. 
Asumió el cargo de Ministro de Salud de la Ciudad de Buenos Aires, el 10 de diciembre de 2019 y actualmente está en cargo.
Dirigió la maestría de Informática en Salud y la maestría de Investigación Clínica, además de ser profesor titular de Fisiología Humana y en el doctorado en Ciencias de la Salud de la Universidad del Hospital Italiano de Buenos Aires.
Fue presidente de HL7 Argentina. Dirige el centro colaborador de OPS en Argentina del Hospital Italiano de Buenos Aires.
Es miembro del American Collage of Health Informatics y miembro fundador de International Academy of Health Science Informatics.

## Biografía
Fernán González Bernaldo de Quirós nació en la Ciudad Autónoma de Buenos Aires, el 1 de octubre de 1962. Madre enfermera, padre pediatra; y de sus 9 hermanos, uno ginecólogo y otro neonatólogo.

#### Carrera
A lo largo de su carrera, Quirós ha desempeñado roles destacados en el Hospital Italiano de Buenos Aires, donde fue gerente médico de su plan de salud, jefe del Departamento de Informática en Salud y vicedirector médico de Planeamiento Estratégico. Además, dirigió la maestría de Informática en Salud y la maestría de Investigación Clínica. Fue profesor titular de Fisiología Humana en la Universidad del Hospital Italiano. También presidió HL7 Argentina y dirigió el centro colaborador de la Organización Panamericana de la Salud en Argentina.
En 2015, lideró el proyecto de la Red Pública de Salud del área metropolitana de Buenos Aires (AMBA), Desde 2014 se denuncia la muerte de recién nacidos dentro de la maternidad. Elsa Andina, a cargo del hospital, declaró en una causa por mala praxis y confesó que "después de las 14 horas" no hay "médicos de piso" y que realizó el reclamo pertinente a las autoridades de la ciudad "reiteradas veces". Años después también se denunciaría el mal estado edilicio de la maternidad y la falta de recursos.
A fines de 2015 el gobierno de la ciudad demolió la unidad de terapia intensiva de adultos que tenía capacidad para siete camas, trasladando el servicio a la antesala del quirófano con sólo dos camas disponibles, además  ese año el hospital perdió una sala de internación de 12 camas, otras cuatro camas de la unidad de observaciones el área de recuperación anestésica. El abandono de una obra de remodelación dejó inoperativos a varios servicios fundamentales.
El 10 de diciembre de 2019, asumió como Ministro de Salud de la Ciudad de Buenos Aires. Durante su gestión, enfrentó la pandemia de COVID-19, destacándose por su enfoque basado en la evidencia y su comunicación clara con la ciudadanía. En noviembre de 2023, el jefe de Gobierno electo, Jorge Macri, confirmó que Quirós continuará al frente del Ministerio de Salud de la ciudad.
A lo largo de su trayectoria, Fernán Quirós ha sido reconocido por su dedicación a la salud pública, su capacidad de gestión y su compromiso con la mejora del sistema sanitario en Buenos Aires.
●    Modernización tecnológica: En septiembre de 2024, la Legislatura porteña autorizó al Ministerio de Salud a gestionar un financiamiento de hasta 85 millones de dólares con el Banco Interamericano de Desarrollo (BID). Estos fondos están destinados a incorporar equipamiento tecnológico y desarrollar herramientas digitales en el sistema de salud, incluyendo la implementación de la historia clínica electrónica y la adquisición de equipos de diagnóstico para los hospitales.
Fernán Quirós en el sistema de salud pública de la Ciudad de Buenos Aires ha sido clave para su modernización y fortalecimiento. Su enfoque en la digitalización, la infraestructura hospitalaria y la incorporación de tecnología médica ha permitido mejorar la calidad de atención y optimizar los recursos disponibles. Además, su liderazgo en la planificación estratégica y su compromiso con la equidad en el acceso a la salud han consolidado un sistema más eficiente y preparado para los desafíos del futuro. Con una visión innovadora y una gestión basada en la evidencia, Quirós  deja una marca significativa en la salud pública porteña, asegurando un modelo más accesible, eficiente, de calidad y humano para la comunidad.

#### Estudios
Cursó su primario en el colegio Normal 8, de la Lucila, y el secundario en el tradicional San Juan el Precursor de San Isidro. 

#### Actividad docente
Entre 1984 y 2003 dictó clases en el Departamento de Fisiología Humana y en la carrera de Medicina Interna de la Universidad de Buenos Aires. Desde 2004 es profesor titular y jefe del Departamento de Fisiología Humana, director de las carreras de en Informática Médica y de la maestría en Investigación Clínica del Instituto Universitario del Hospital Italiano

#### Reconocimientos profesionales
Fernán Quirós ha sido ampliamente reconocido por su destacada labor en el ámbito de la salud pública y su compromiso con la comunidad.
Publicó en revistas con control de pares más de 110 trabajos científicos.
Más de 40 de sus trabajos recibieron premios de distintas instituciones académicas, cinco de ellos por la Academia Nacional de Medicina.
Recibió el Award “IMIA François Grémy Award of Excellence for 2017”. Premio otorgado cada 2 años por la International Medical Informatic Association (IMIA) a la personalidad internacional con trayectoria más relevante en la Informática en Salud “debido a sus aportes significativos a la investigación, educación, desarrollo y aplicación de soluciones para la salud y la informática en salud a nivel global”
En 2021, la Academia Nacional de Medicina le otorgó el Premio Hipócrates, su máximo galardón, en reconocimiento a su trayectoria en la práctica clínica, la docencia y la investigación.
Además, en 2022, la Universidad de Ciencias Empresariales y Sociales (UCES) le concedió el Premio Salud, destacando su contribución al cuidado de la salud y su dedicación profesional.

#### Cargos públicos
En 2015 estuvo a cargo del proyecto Red Pública de Salud del AMBA, logrando el mejoramiento y construcción de 160 Centros de Atención Primaria de la Salud (CAPS), como coordinador de Salud del área Metropolitana, implementando Historia Clínica Electrónica y fortaleciendo los equipos de salud territoriales.
El 10 de diciembre de 2019, asumió el cargo de Ministro de Salud de la Ciudad Autónoma de Buenos Aires.
En noviembre de 2023, el jefe de Gobierno electo, Jorge Macri, confirmó que Quirós continuará al frente del Ministerio de Salud de la ciudad.